# Жупанијски парк
Жупанијски парк се налази у Зрењанину, у центру града, у дворишном делу старе Жупанијске палате, сада Градске куће Зрењанина. Парк је стављен под заштиту као споменик природе и сврстава се у значајно природно добро, односно природно добро III категорије, ради очувања аутентичности стилски обликованог простора, богатства дендрофлоре и вртно-архитектонских елемената.

## Историјат
Након реконструкције и доградње зграде Жупаније, 1887. године, формиран је и уређен физички изолован простор у дворишту, која је, у почетку, представљала место за одмор чиновника и њихових гостију и била недоступна за јавност. Изгледала је скромније него данас, првенствено због тога што су и садржаји унутар ње били подређени функционисању зграде – домарева зграда, на пример, наменски је грађена као електрична централа.
Из павиљона за променадне концерте, на чијој куполи стоји бакарна заставица с уписаном годином градње - 1889, некада су се парком и околином ширили звуци војне - „плех” музике. Две скулптуре дело су Јована Солдатовића - „Дечак и лане” и Томе Росандића - „Мала скица за коња”. Росандићев рад је заиста модел - за „коње вране” пред улазом у Дом Народне скупштине Републике Србије у Београду, а није познато како је ова скулптура стигла до зрењанинског парка.
Поред скулптуре „Дечак и лане” налази се камена плоча четвртастог облика с ознаком „ФР”, постављена 1961. године. Испод ње крије се фундаментални репер ФР-3119 - висинска кота града Зрењанина, укључена у мрежу државног геодетског координатног система.

## Улазна капија
Улазна капија у Жупанијски парк из Улице Народног фронта јединствена је у овдашњој архитектури и вредан је занатски рад, с обиљем украса, док је на централном месту персонификација сунца, симбола моћи Жупаније. Зидани, рустични оквир ограде поседује барокне украсне елементе и вазу на врху. На сусретању ограде парка и јужног крила зграде налази се ниша уоквирена барокном едикулом, са тордираним стубовима и купастом надстрешницом од стакла и гвожђа. У ниши је пре Другог светског рата био смештен кип Светог Ивана Непомука, заштитника Монархије и стоне бискупске цркве Зрењанинске бискупије - Римокатоличке катедрале. Уклоњен је 1947. године, па поново урађен и враћен на исто место 16. маја 2008. године, на дан Светог Ивана Непомука.

## Споменик природе
Пројектован је у мешовитом стилу насталом комбиновањем елемената француског (класичног) и енглеског (пејзажног) стила и типичан је за време у којем је настао. Иако мали по површини, у њему се налазе стара стабла великих димензија и високих естетских одлика као што су: вредни стари примерци тисе (Taxus Baccata L.), црног бора (Pinus nigra Arn.), јаворолисног платана (Platanus acerifolia Wild.), ситнолисне липе (Tilia cordata Mill.), пауловние (Paulovnia tomentosa Steud.), и др. Више од половине површине парка прекривају травњаци, донети у бусенима с томашевачких и орловатских ливада.
Укупна површина заштићеног природног добра Споменика природе износи 1,13ha, у државној својини и установљен је режим заштите другог степена. Стараоц над Жупанијским парком је установа „Резервати природе” Зрењанин.